# Антуан, Жорж (композитор)
Жорж Антуан (фр. Georges Antoine; 28 апреля 1892, Льеж — 15 ноября 1918, Брюгге) — бельгийский композитор.
Сын Эжена Антуана, хормейстера Льежского собора, ученика Этьенна Субра. Окончил Льежскую консерваторию как пианист (1912) и ансамблист (1913), учился также у Сильвена Дюпюи и Карла Смулдерса. Первое сочинение Антуана относится к 1910 году.
С началом Первой мировой войны вступил добровольцем в бельгийскую армию, участвовал в Битве на Изере, однако затем тяжело заболел и был отправлен во французский тыл в Сен-Мало, где занимался композицией и организацией благотворительных концертов. После того, как ход войны повернулся в пользу держав Антанты, вновь присоединился к бельгийской армии и в её составе вошёл в октябре 1918 года в освобождённый Брюгге, где вскоре умер в ходе эпидемии гриппа. Через несколько дней после его смерти, 20 ноября 1918 года, в амстердамском Городском музее Фанни Гельбарт, Фердинанд Хелман, Алекс Полак и Мари Лёвенсон исполнили премьеру фортепианного квартета Антуана.
Основные произведения Антуана, фортепианный квартет и скрипичная соната, следуют традиции Сезара Франка и создавались не без консультаций с его учеником Венсаном д’Энди, который высоко ценил молодого бельгийского композитора, отмечая в нём, прежде всего, эмоциональную одарённость.

## Произведения
- «Сирены» (фр. Les Sirènes), op. 1, для смешанного хора
- Две мелодии (фр. Deux mélodies), op. 2
- Соната для скрипки и фортепиано ля бемоль мажор, op. 3, посвящена Сильвену Дюпюи
- Песни в старинном стиле (фр. Chansons dans le style ancien), op. 4
- Фортепианный концерт, op. 5 (утрачен)
- Фортепианный квартет си минор, op. 6
- «Жатва 1914 года» (фр. Vendanges de 1914) для сопрано и фортепиано на стихи Поля Фора, op. 8
- Поэма для оркестра «Перед боем» (фр. Veillées d'Armes), op. 9
- «Валлония» для голоса и фортепиано на стихи Марселя Пако, op. 10
- Песни на стихи Шарля Бодлера, Тристана Клингзора, Альбера Самена и Поля Верлена